# 惡魔獵人3
《惡魔獵人3》是日本卡普空於2005年3月1日在PlayStation 2推出的電視遊戲，其後於2006年由育碧软件公司負責電腦版的移植工作。

## 概要
《惡魔獵人2》發售後，由於口碑未如理想，卡普空決定以回歸《惡魔獵人》為重點，開發系列續作《惡魔獵人3》。《惡魔獵人3》於2005年3月1日在PlayStation 2發售，取得極高的評價，重新將「惡魔獵人系列」推上高峰。

## 登場角色
但丁（Dante）
本作主角，具有半人半魔的身分，剛剛成立了一間Devil May Cry事務所。
維吉爾（Vergil）
但丁的雙胞胎哥哥，同樣具有半人半魔的身分，命名的由來為古羅馬詩人維吉爾。維吉爾於《惡魔獵人3》正式登場，主要特徵為銀白頭髮和藍色大衣，使用武器為野太刀，名為閻魔刀（Yamato）。在和但丁的決鬥失敗後，維吉爾墜入魔界，挑戰魔帝穆圖斯（Mundus）失敗，遭洗腦成為黑騎士（Nero Angelo）。
蕾蒂（Lady）
本名瑪麗（Mary），但因為蕾蒂對父親的憎恨而排斥瑪麗這個名字，但丁問蕾蒂的名字時，蕾蒂卻說她沒有名字，於是但丁便用蕾蒂來稱呼她，本人似乎也不反對，後來也就成了她的名字。
阿卡姆（Arkham）
蕾蒂的父親，因鑽研黑魔術而殺了自己的妻子，變成了惡魔，也因此造成蕾蒂對他的憎恨。故事中為了得到斯巴達（即但丁之父）的力量，表面上與維吉爾合作，但實際上是為了利用他。最後雖然阿卡姆得到斯巴達的力量，但還是敗在但丁與維吉爾手下。
傑斯特（Jester）
阿卡姆的化身，形貌紫色的小丑，暗地指引但丁、維吉爾、蕾蒂三個人互相殘殺，目的為削弱三人戰力，以達成自己的目的。

## 故事
《惡魔獵人3》的故事劇情回到《惡魔獵人》之前，敘述主角但丁（Dante）的惡魔獵人事務所剛成立，連店名都還未想出來的時候，突然有一名神秘的男子阿卡姆（Arkham）造訪，之後但丁便陷入一連串被惡魔追殺的事件中。身具惡魔異能且武藝高超的但丁自然不會把這些嘍囉惡魔放在眼裡，但是在這一連串事件的背後，卻是足以與他匹敵的雙胞胎兄長——維吉爾（Vergil）。接著這對同為魔界最強劍士斯巴達（Sparda）與人類女子混血後裔的兄弟，將要展開驚天動地的對決，並會揭開隱藏在維吉爾與阿卡姆背後的巨大陰謀。

## 電腦版更新檔
目前《惡魔獵人3》電腦版更新檔的最新版本是v1.3版本，由育碧軟體公司提供。

## 關連版本
2005年9月的東京電玩展（TGS）上，卡普空宣佈將會為《惡魔獵人3》推出《惡魔獵人3 特別版》（Devil May Cry 3: Special Edition），除了完全繼承《惡魔獵人3》的內容之外，還加入了可以操作「維吉爾」的章節。

## 外部連結
- （日語）《惡魔獵人3》官方網站